# سزار فریرا
سزار فریرا (انگلیسی: Cezar Ferreira؛ زادهٔ ۱۵ فوریهٔ ۱۹۸۵) ورزشکار هنرهای رزمی ترکیبی و کشتی‌گیر اهل برزیل است. وی از سال ۲۰۰۷ میلادی تاکنون مشغول فعالیت بوده‌است.